# Denticipitidae
Denticipitidae é uma família de peixes actinopterígeos pertencentes à ordem Clupeiformes.